# Trzcianiec
Trzcianiec – osada w Polsce, położona w województwie podkarpackim, w powiecie bieszczadzkim, w gminie Ustrzyki Dolne. Leży  przy DW890, u zbiegu potoków Roztoki i Klimówka, które poniżej wsi tworzą potok Krzywiec - dopływ Wiaru.
Wieś leży na pograniczu Pogórza Przemyskiego i pasma Chwaniowa, należącego do Gór Sanocko Turczańskich.

## Historia
W 2 poł. XVIII dziedzicem Trzciańca był Ignacy Adam Lewicki. 
Na przełomie XVIII i XIX w. Trzcianiec wraz z Roztoką i Krzywem był własnością Adama Lewickiego, od którego te trzy wsie kupił w 1804 Sebastian Ostaszewski (1755-1826). Po nim dobra te odziedziczyła jego córka Karolina Ostaszewska (1809-1861, córka Sebastiana Ostaszewskiego), zamężna z Aleksandrem Izydorem Gniewoszem, a po nich ich syn Stanisław Gniewosz . 
Przed wojną działała tu szkoła, tartak i młyn. W miejscowości znajdowała się drewniana Cerkiew Najświętszej Maryi Panny z 1882 r., została ona zniszczona po II wojnie światowej. Zamieniona na magazyn, zdewastowana i rozebrana.  
W 1921 roku Trzcianiec liczył około 231 domów zamieszkiwanych przez 1400 mieszkańców w tym: 1218 wyznania greckokatolickiego, 112 rzymskokatolickiego i 69 mojżeszowego.  
26 czerwca 1941 nieopodal wsi toczyły się walki słowacko-radzieckie .  
W 1945 sotnie UPA zamordowały na terenie wsi Trzcianiec 8 Polaków i 5 mieszkańców narodowości ukraińskiej. Podczas Akcji "Wisła" wysiedlono około 857 mieszkańców na ziemie odzyskane. Wcześniej dokonywano wysiedleń ludności ukraińskiej do ZSRR.  
W 1959 r. osiedliła się w tej wsi grupa osadników greckich, którzy utworzyli spółdzielnię produkcyjną, zagospodarowując ziemię opuszczoną przez dawnych mieszkańców. Grecy podtrzymywali swoje tradycje, jedną z takich tradycji było coroczne, organizowanie dożynek połączonych z pieczeniem barana. Działała tutaj szkoła, gdzie dzieci greckie uczyły się z dziećmi polskimi. W szkole zatrudnieni byli nauczyciele polscy i greccy. Po wyjeździe Greków, spółdzielnię przejęło Wojskowe Gospodarstwo Rolne w Kwaszeninie. 
Od 1973 do 1993 wchodził w skład wojskowego gospodarstwa rolnego JW Nr 2667 Kwaszenina. Od 1993 do 1999 miejsce stacjonowania pododdziałów 4 Pułku Ochrony MSWiA z Sanoka. Obecnie ośrodek szkoleniowy 21 Brygady Strzelców Podhalańskich z Rzeszowa